# Annunciazione Della Scala

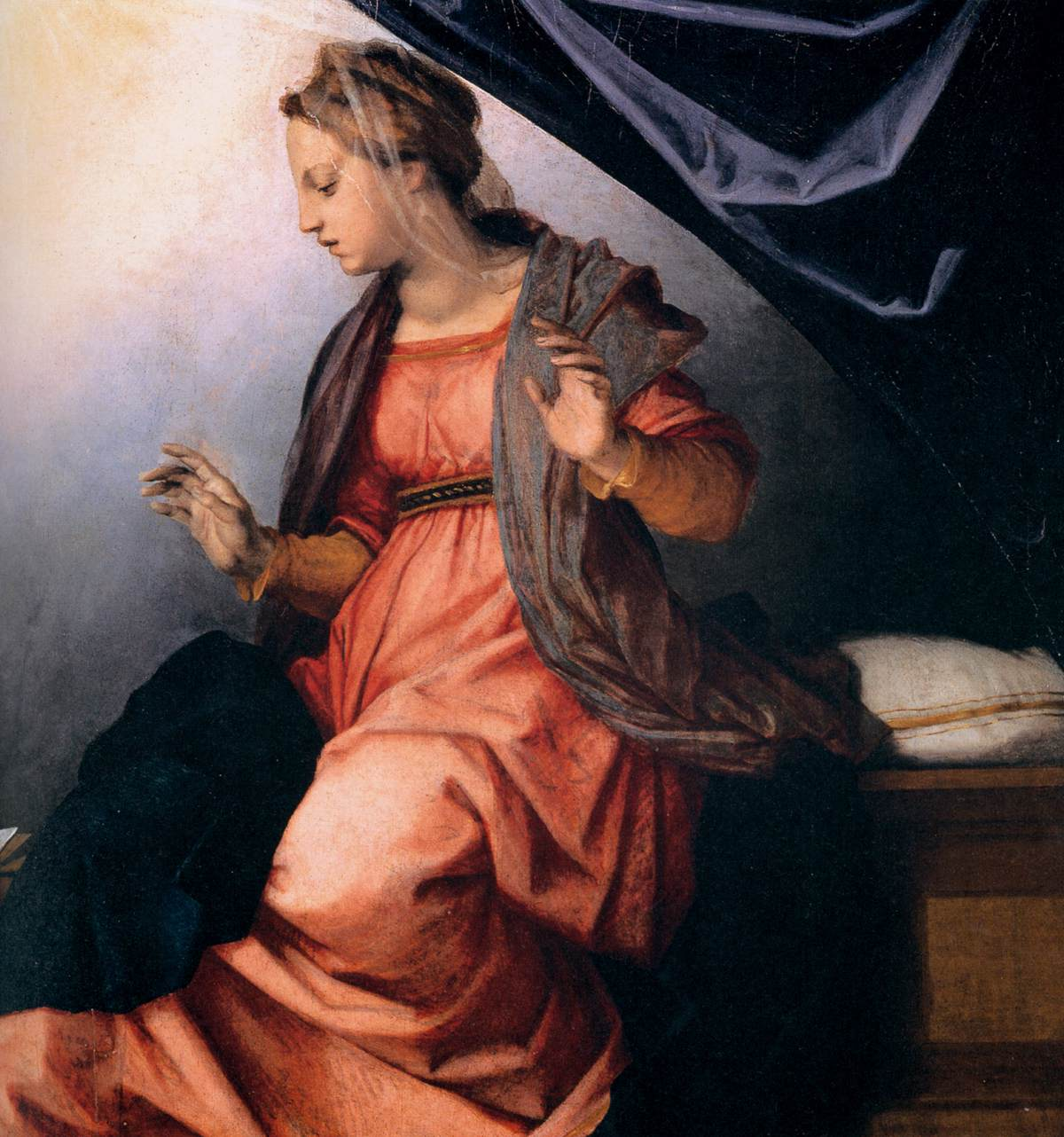
Dettaglio

L'Annunciazione Della Scala è un dipinto a olio su tavola (96x189 cm) di Andrea del Sarto, databile al 1528 circa e conservato nella Galleria Palatina di Firenze.

## Storia
Vasari ricorda come questa Annunciazione venne dipinta come cimasa per la pala d'altare della chiesa di San Domenico a Sarzana, ma che non giunse mai a destinazione, rimanendo presso Giuliano Della Scala per un periodo imprecisato. In tale circostanza lo stesso artista modificò il formato, concepito originariamente come lunetta, in rettangolare, dipingendo le due tende laterali (Cecchi, 1980, però ritenne tale aggiunta più tarda, legata magari a un intervento di Jacopo Zucchi a Roma nel 1584).
La separazione dal contesto originario fu alla fine un vantaggio poiché la pala di Sarzana, dopo varie vicissitudini, finì a Berlino e lì venne distrutta nel 1945 durante l'incendio della Flakturm Friedrichshain.
Quando Ferdinando I de' Medici, allora ancora cardinale, si interessò alla pala, la richiese ai Della Scala, fornendo una copia di Alessandro Allori (1580 circa). Seguito il corso delle collezioni medicee, venne infine destinata a palazzo Pitti.

## Descrizione e stile
Il letto di Maria, scorciato per una visione dal basso, fa da sfondo a questa toccante interpretazione del tema dell'Annunciazione, tutto legato al muto dialogo tra i due protagonisti. L'Angelo, a sinistra, che inginocchiato benedice Maria fissandola, e quest'ultima che sorpresa apre le mani e abbassa lo sguardo in segno di umile accettazione. Pochi sono i riferimenti tradizionali, quali il giglio, retto in basso dall'angelo, un vaso di fiori bianchi, ricordo dell'hortus conclusus, un libro e il letto, appunto, il tutto riferibile alla purezza virginale di Maria e all'avverarsi delle Scritture.
Le figure mostrano una forte plasticità, inondate dalla luce che ne sbalza le forme e accende nei colori riflessi cangianti. La tavolozza è ricca, intonata sulle note vivaci degli abiti (giallo, rosa, blu violaceo intenso) e sugli incarnati ora chiari ora chiazzati di sfumature brune.